# Idioma asturleonés
El idioma asturleonés es una lengua romance conocida por diversos glotónimos como asturiano, leonés o mirandés. La lengua cuenta con diversas variedades con sus propias denominaciones, fruto del aislamiento de las poblaciones por la geografía, como cabreirés, sanabrés, berciano, paḷḷuezu, pixueto, etc.
Filogenéticamente, el asturleonés forma parte del grupo iberorromance occidental y surge de la peculiar evolución que sufrió el latín en el reino de Asturias (posteriormente llamado reino de León). El grupo asturleonés está subdividido en tres variedades lingüísticas (occidental, central y oriental) que trazan verticalmente una división de norte a sur desde Asturias hasta el norte de Portugal, formando así el dominio lingüístico asturleonés.El cántabro o montañés en el noreste, el extremeño en el sur y el eonaviego al este son variedades lingüísticas con rasgos de transición con el dominio castellano (el primero), portugués (el segundo) y gallego (el tercero).

## Aspectos históricos, sociales y culturales

### Origen

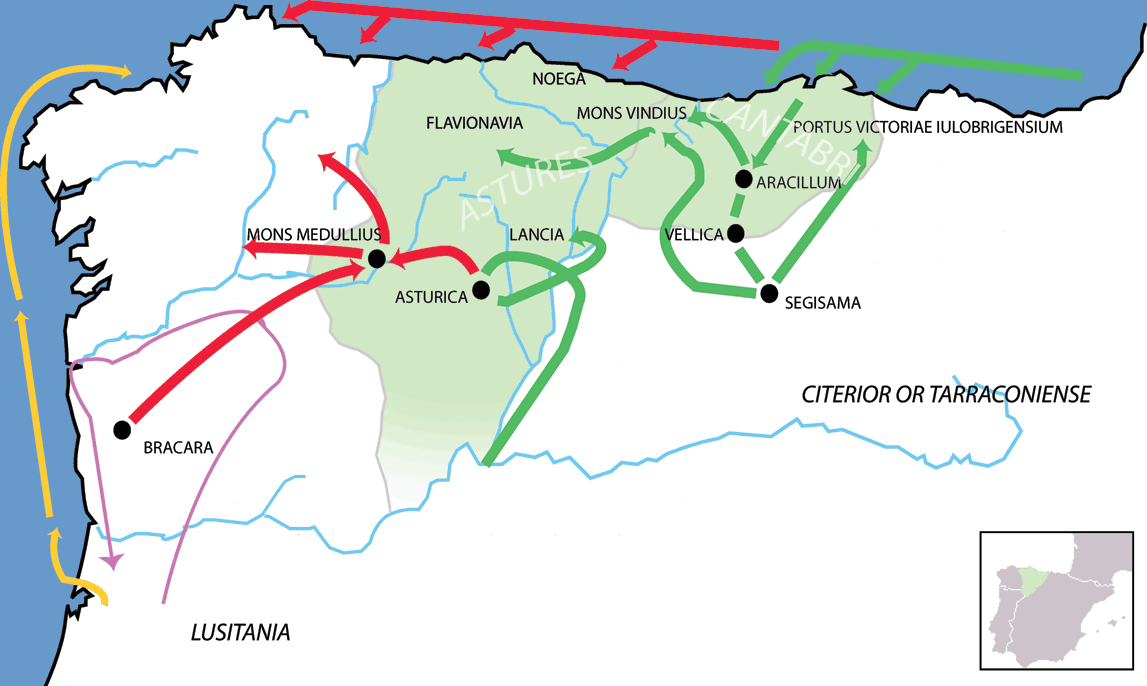
Operaciones militares romanas llevadas a cabo durante la guerra en los dos frentes contra cántabros (Bellum Cantabricum) y astures (Bellum Asturicum).
Campaña de Décimo Junio Bruto del año 137 a. C.
Campaña de Julio César del año 61 a. C.
Campaña del año 25 a. C.
Campaña del año 26 a. C.

El idioma asturleonés tiene su origen en el latín vulgar, transmitido principalmente por las legiones romanas asentadas en Asturica Augusta y la Legio VI. La suplantación de la lengua de los astures por esta otra fue lenta pero imparable, ya que el uso del idioma imperial era la llave que abría las puertas para la obtención de muchos derechos y libertades, entre ellos el más importante: la ciudadanía romana. No obstante, como en el resto de la península, no fue hasta el establecimiento de los reinos germánicos (visigodos) cuando el latín, más o menos modificado, se termina de establecer como lengua única y común en la península.
En las lenguas asturleonesas concurren, por partida doble, rasgos marcadamente conservadores, como el mantenimiento de los grupos AI, AU y MB junto a otros disgregadores del sistema latino, como es la transformación del vocalismo originario hacia un sistema de diptongos. Esto se explica por el carácter de encuentro en el territorio de los astures de dos procesos de romanización muy diferenciados: el procedente de la Bética y el procedente de la Tarraconense. Kurt Baldinger, Krüger, Menéndez Pidal y otros autores han destacado la importancia del río Sella como límite lingüístico de estos dos mundos. Señala así Menéndez Pidal en Orígenes del español: “El límite de f y h hacia las fuentes del río Sella es, pues, un límite antiquísimo y estacionario o casi estacionario”. La Bética, con su floreciente cultura ciudadana y su activa vida cultural, se opondría al carácter militar y vulgar de la Tarraconense. A esta diferenciación cultural y social respondería seguramente el carácter conservador del Sur, que explicaría según Baldinger el carácter conservador del asturleonés y del portugués: mantenimiento de la -U final y de los grupos AI, AU, MB. Este carácter conservador se refleja en determinadas palabras que solo están presentes en el noroeste peninsular, que ya en tiempos de Cicerón estaban en desuso: así 'fabulari' (falar, hablar) frente a 'parlare' (parlare, parlar), para 'quaerere' (querer) frente a 'volere' (voler, vouloir), 'percuntari' (preguntar) frente a 'questionare', campsare (cansar), etc. Por otra parte, la situación periférica del noroeste peninsular determinaría también que, una vez adoptado el latín, se mantuvieran conservadoramente muchas palabras latinas que solo perduran como palabras populares en el noroeste; así, p. ej., el lat. culmus ‘tallo’ es en portugués colmo, en asturiano cuelmu (véanse las formas reunidas por Corominas y FEW; a causa del diptongo ue, que solo puede deberse a una ŏ, supone Corominas un celta 'kŏlmos', ZCPhil 25, 1956, pág. 42); Silva Neto reúne nada menos que 51 ejemplos (pág. 269 y sig.; a propósito de ATRIUM véase especialmente pág. 353, nota 8). Malkiel ha demostrado que el lat. ALIQUIS “como pronombre se guareció en un distrito alejado y conservador: el NO. y O. de la península ibérica”.No obstante, son el río Salja  por el este y el Eo por el oeste los que marcan los verdaderos límites lingüísticos, evidenciando un sustrato social común para el espacio entre ambos cauces.
Junto a estos rasgos conservadores inciden otros que presentan un carácter marcadamente innovador y que solo se explican por la resistencia de los pueblos del Norte a la romanización, situación de conflicto que hoy conocemos a través del relato de las guerras cántabras. Estas dos tendencias, junto a la expansión y el retroceso posterior de las lenguas vernáculas como el vasco, tras el periodo de inestabilidad que sigue a las invasiones germánicas, van a determinar la especial evolución lingüística del noroeste peninsular. En el vocabulario se hallan así elementos prerromanos procedentes de las más diversas capas, que sobrevivieron a la tardía romanización de esta zona, e incluso elementos preindoeuropeos que solo se habían conservado en la toponimia.

### La aparición de la lengua romance en los Reinos de Asturias y León

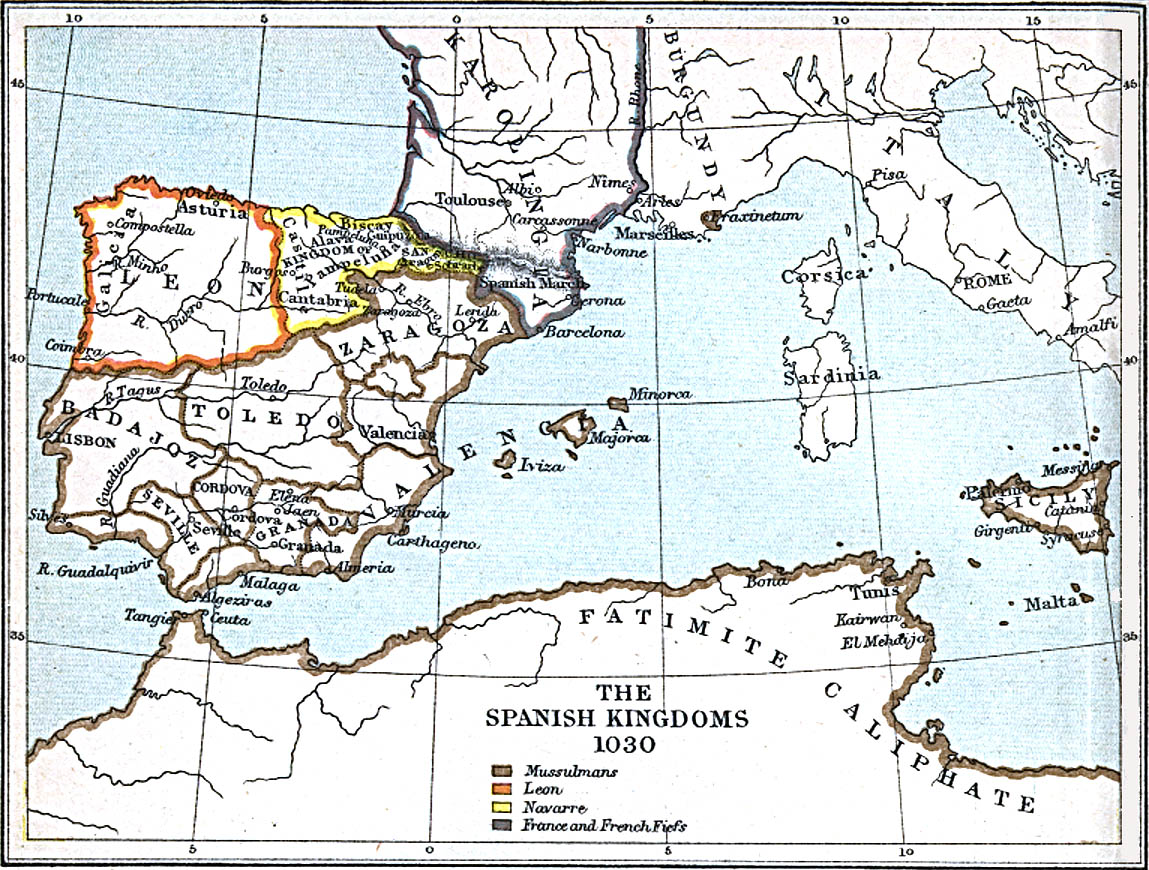
Reino de León en 1030

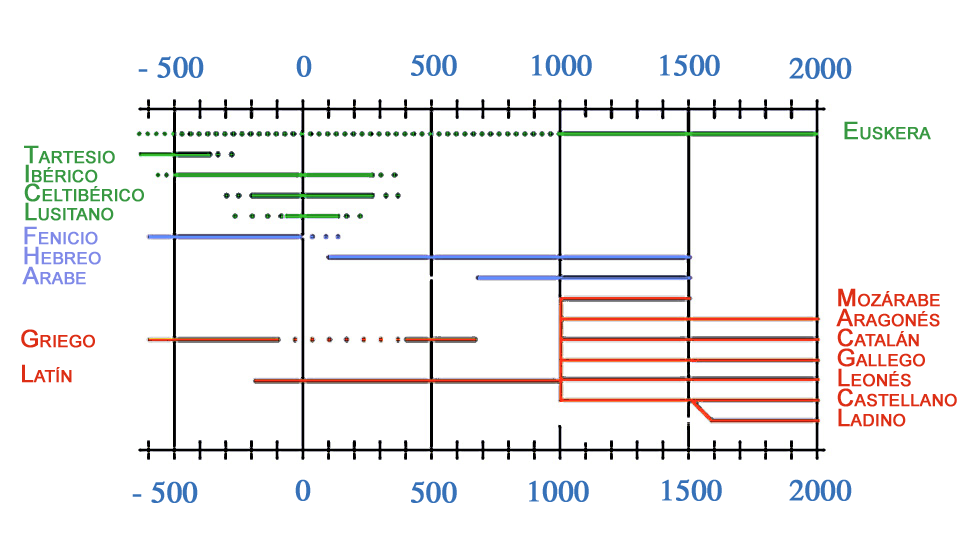
Gráfica cronológica de las lenguas más relevantes en la península ibérica

En el siglo VIII, la lengua de la Iglesia y la administración era tan diferente de la hablada que ya se puede pensar en dos sistemas diferentes: el latín y el romance. Esta evolución a lo largo del tiempo dio lugar a que a mediados del siglo X aparezcan los primeros documentos con expresiones escritas en lengua romance en diversos monasterios de Asturias y León. Como por ejemplo el manuscrito de la Nodicia de Kesos, donde el romance de esa época sustituye al latín en un acto rutinario de compra-venta. Se considera a menudo este texto, el más antiguo escrito en una lengua romance en territorio peninsular, como la primera muestra del empleo del asturleonés. Del latín escrito en los siglos X y XI, muy alterado por la lengua romance local se encuentra un fondo documental muy importante procedente de los monasterios leoneses de Sahagún, Otero de Dueñas y la Catedral de León.
Una teoría ya obsoleta es la de Hanssen, según la cual el leonés no sería sino castellano hablado por individuos cuyo dialecto primitivo era el gallego y que fueron castellanizados.
Menéndez Pidal conseguiría demostrar la existencia de supuestos de diptongación anteriores en el tiempo al predominio castellano, fijando la existencia de criterios propios y distintos en orden a la traslación de las vocales latinas breves -e- y -o-. Para este autor el grupo asturleonés sería consecuencia del aislamiento de las modalidades dialectales más occidentales del primitivo romance peninsular central como consecuencia de la irrupción del castellano y de la latinización tardía de grupos primitivamente vascófonos, que romperían la primitiva unidad lingüística de la península. Señala así  Menéndez Pidal en Orígenes del Español:
" ...la nota diferencial castellana obra como una cuña que, clavada en el Norte, rompe la antigua unidad de ciertos caracteres comunes románicos antes extendidos por la península y penetra hasta Andalucía, escindiendo la antigua uniformidad dialectal, descuajando los primitivos caracteres lingüísticos del Duero a Gibraltar, esto es, borrando los dialectos mozárabes y en gran parte también los leoneses y aragoneses, y ensanchando cada vez más su acción de Norte a Sur para implantar la modalidad especial lingüística nacida en el norte cántabro. La gran expansión de la lengua castellana no se realiza sino después del siglo XI, es decir, después de la fecha que nos hemos impuesto como término a este estudio."
Según la tesis tradicional seguida por Menéndez Pidal las lenguas del grupo asturleonés vendrían a ser el resultado ("dialectal" en expresión de Menéndez Pidal, aunque este término se empleó sistemáticamente para referirse a la mayoría de las lenguas de España diferentes al castellano) de un proceso inacabado de integración lingüística de las lenguas peninsulares, en el que el asturleonés sería muestra de los substratos primarios de este proceso. En tal sentido Menéndez Pidal considera al Leonés o Asturleonés, junto al Castellano en sus distintas variedades, al Mozárabe y el Navarro-aragonés uno de los cuatro grupos dialectales dentro de la península ibérica que contribuyen a la formación de la lengua española. Para Menéndez Pidal, el idioma asturleonés sería el resultado del aislamiento de las variedades dialectales más occidentales del romance peninsular central por causa de la irrupción del castellano, el cual haría cesar la primitiva continuidad geográfica de ciertos rasgos comunes del Oriente y del Occidente.

### Evolución de la lengua durante la Edad Media
La lengua empleada en la escritura de todo tipo de actos va a ser progresivamente el asturleonés en el territorio del Reino de León. Es por tanto, una lengua que se emplea a nivel administrativo, público y privado: testamentos, aforamientos, cartas de venta, sentencias judiciales, todo en este periodo está redactado en romance asturleonés. Se traducen del latín textos legales como pueden ser el Fuero juzgo (conocido en el reino de León como Livro Iudgo), el tratado procesal Flores del Derecho (escrito inicialmente en castellano por el maestro Iacobus entre 1252 y 1274) y los fueros concedidos a diversas ciudades León (1017), Alba de Tormes (1140), Oviedo (1145), Avilés (1155), Campomanes (1247), Benavente (1164 y 1167), Zamora (1289), Ledesma (1290) o Salamanca (1301). En este periodo se percibe un acercamiento hacia la consecución de una homogeneización lingüística que pudiera tener un uso cancilleresco. Fuera del ámbito administrativo y jurídico, se distinguen rasgos del leonés del siglo XIII en manuscritos como el Libro de Alexandre o la Disputa de Elena y María, probablemente introducidos por copistas leoneses.

sobre contiendas que yeran entre’l Concello de Abilles ye el Concello de Oviedo, en razon que’l Concello de Oviedo dizian que’l Concello de Abilles forciaran ye tomaran una quantia de pannos a sos vezinos que trayan de la Rochela, ye otrossi en razon que’l Concello de Abilles dizian que’l conçello de Oviedo lles-presieran sos vezinos. Allamos que’l Concello de Oviedo fezieron prender a Roy Nicolas ye asso fillo por prinda de los pannos que prindaron los de Abilles a los mercadores vezinos de Oviedo. Mandamos per manda ye so pena de la fiadoria, que se contien en el compromisso, que’l Concello de Abilles entreguen luego alos vezinos de Oviedo los pannos que-llos prindaron. Otrossi mandamos que’l Concello de Oviedo fagan luego soltar a Roy Nicolas ye a so fillo en guisa que se podan yr pora suas casas. Otrossi mandamos que todas las otras demandas ye quexumes que auian los Concellos ye sos vezinos unos contra otros por qualquier razon ata el dia que esta carta ye fecha que sean todas quitas. τ por tal que esto sea firme ye non uenga en dolda nos rogamos que feziessen fazer d'esti fecho una carta partida. Esto foe fecho en Oviedo veinti tres dias de Ochobre. Era de mille CCC veinti siete annos. 1289, octubre 23. A.A.A., nº 23.

Yo María Pérez, muller de Garçía Maquila, nen per miedo nen per forçia, fago carta de donaçión a vos María Garçía, mia criada, cuéllovos por filla ye dovos todo quanto yo he, ye nomadamentre vos do quanto yo gané del dicho mio marido, ye les enpennes que yo fizi de Roy Gonçáliz, ye quanto lla mia derechura podierdes enuenir, en Felgueres ye en Caldones ye en Llinares. Esto vos do commo de suso dicho ye todo entregamentre en pura donaçión porque vos crié ye vos froé algunes coses de lo vuestro que vos non podría pagar, ye porque me pago claramentre ye de bona veluntat devos-llo dar, assí que lluogo (luego) per esta carta vos do el jur ye la propriedat. Et porén renunçio todos quantos derechos, llees, (leyes) usos ye costumes. Fecha la carta vinti e çinco díes de abril, era de mille ye trezientos ye trinta ye dos annos. Don Miguel, por lla graçia de Dios obispo de Oviedo. Meyrino mayor del rey en tierra de Lleón ye de Asturies. Yo María Pérez de suso dicha esta carta que mandé fazer oy lleer con mias manos proprias lla rovro ye la confirmo. 1294, abril, 25. A.M.S.P.O., F.S.V. doc. n.º 827.

Rodericus pella gracia de Dios Obispo de Oviedo con otorgamiento del Dean ye del Cabidro de Sant salvador fazemos pleyto con pobladores ye moradores de Campomanes. Convien asaber que cadauno de vos devedes adar cadauno anno al Obispo, II soldos de cadaun suolo. Ye de cadaun orto VI dineros. Ye todos los suolos (suelos) ye los ortos de los pobladores por iguales a tanto el uno commo el otru, assi commo fo de viello. Ye por nuncio deve adar el omne del Re que-hy morar II soldos ye el fillo dalgo IV soldos. Ye si el Obispo for a Campomanes una vez cada anno.dalle estos dineros ye si elli non for hy-dallos cada fiesta de Sant Iohan a quien elli mandar-hye. Quantos morarent en Campomanes non devent atraher comenderu nen sennor quien destorve elos derechos del Obispo ye-ssi alguno contra ellos for, assi merino commo otru omne qualquier, nos dallos vozeru quien razone so pleyto por so costo dellos. Ye nos, Concello de Campomanes otorgamos isti pleyto ye esta karta assi commo ye escripta ye nunciada. 1247, octubre. Oviedo.A.C.U. Serie A. Carpeta 7, nº 6.

auemos una casa enna Rua que nos pertenez pus Don Iohan que fo mio marido ye padre de aquestos mios fillos, ye (y) la otra mitad desta casa ye (es) de Santa María de la Vega. 1244, enero 14. A.M.S.P: F.S.M.V. Leg. 1. nº 16

assi que desde isti dia en delantre nuestro iur sea fora ye en vuestro iur sea entrada ye fagades ende vuestra veluntat. Si contrariavos venier sobresto nos otorgamos salvalla ye guarilla per nos. 1248, junio 16. A.M.S.P: F.S.M.V. Leg. 1. nº 17

dovos todo'l so heredamiento que a mi pertenez por tal condición que paguedes las deldas (deudas) que yo devo (ye) defiendo que ningún varón nen mullier de mio linnage nen de estranno que vos non embargue esto que vos do. 1259, octubre 6. A.M.S.P: F.S.M.V. Leg. 1. nº 23

...τ deuedes meter hy omne que ande hy [y debéis meter ahí un hombre que ande] de uuestra mano, que non sea morador de quilos [no sea morador de aquellos] nen dela alfoz de Nora anora [ni del Alfoz de Nora a Nora] τ que ande hy [que ande ahí] bien τ lealmientre [bien y lealmente]. Sin danno [léase daño] ho malfetria fezier [o malfetria (hecho malo) hiciere] enna [léase eña] alfoz, quevos quelo emendedes yelomelloredes [se lo mejoréis] por el. por foro τ por derecho. Hie si [Y si] dientro .estos. V annos [léase años] dalguna cosa acaecies [acaeciese] porque esta alfoz que arrendamos a uos como ia dicho ye [ya dicho es] uos fosse embargado ho contrariada nos otorgamos saluarla τ guarirla Auos con derecho. Hie por tal [Y por tal] que todo esto sea Creudo et que non uenga endolda [en duda] nos Concello mandamos a nuestros Iuyzes nomnados don Nicolao. guion. τ don pedro fernandiz uermudiz que posiessent enesta Carta el nuestro séello del concello en testemunno. 1257. A.A.O. C-21, nº 14.

quien omne matar, si lo non desfiar en conceyo, muerra por el; si fur niego e non podier firmar, llide por ende a su par; e si cayr, enforquenllo, ['quien mate a un hombre sin ser desafiado en el Concejo, muera por él; si lo negase y no se pudiese probar, que demuestre su inocencia en una lucha, y si pierde que sea ahorcado']. Fuero de Ledesma.

La tesis tradicional postulada por Menéndez Pidal basada en la reivindicación del papel hegemónico de Castilla en la generación del idioma español y en la visión del castellano como la primera lengua con literatura propia, hace que le resulte molesto el testimonio de los primeros textos literarios, no siempre escritos en castellano. Estas interpretaciones quedan reflejadas al analizar Elena y María, por la no sujeción de la lengua de este poema a la regularidad esperada por Pidal en la manifestación de los diptongos, algo habitual en los rasgos fonéticos, que él utiliza como argumento para restar importancia literaria a la lengua leonesa, a pesar de que él mismo reconoce estas mismas irregularidades en el Mío Cid. Esta visión, no compartida actualmente por la comunidad lingüística, queda plasmada en las palabras de Pidal al decir que los textos literarios y los diplomas notariales 'leoneses' no concuerdan en su testimonio; ni aquellos ni estos reflejan con suficiente fidelidad el dialecto leonés hablado; y en los textos literarios, especialmente, se ven luchar dos influencias, literarias también, y enteramente opuestas, la galaico-portuguesa y la castellana, que no se ejercieron de igual modo, ni mucho menos en la lengua hablada. La lengua hablada mantuvo hasta hoy caracteres propios bien armonizados entre sí, en los cuales se observa la transición gradual en el espacio, de los rasgos gallego-portugueses hasta los castellanos; en vez de esta transición gradual, los textos escritos nos muestran mezcla antagónica, pues la literatura leonesa, falta de personalidad, se movió vacilante entre los dos centros de atención que incontrastablemente la sobrepujaban.

### Diglosia y oficialidad de la lengua castellana
Incluidos ya en el siglo XIV los territorios leoneses bajo la órbita castellana, y en el tiempo en el que se podrían dar las circunstancias adecuadas para un desarrollo como lengua de prestigio y cultura, el castellano va a sustituir al leonés en estos ámbitos, al igual que en la vecina Galicia, postergándolo al uso oral, como pasara antes con el latín. En consecuencia, va a haber un distanciamiento importante entre la lengua hablada y la lengua escrita, el castellano.
Desde el siglo XV hasta el siglo XVIII puede hablarse de este periodo como el de los siglos oscuros, donde al igual que en otras zonas de la península ibérica y de Europa, las lenguas de los estados resultantes, en un proceso de centralización, van a marginar a las del resto de esos territorios, quitando homogeneización lingüística y cultural que pone en peligro la existencia de algunas lenguas y lleva a la fragmentación dialectal de estas.
En la Edad Moderna la producción en leonés se centra en el campo literario donde autores como Juan del Enzina, Lucas Fernández o Torres Naharro publican obras utilizando el leonés, especialmente las centradas en las églogas.
A partir del siglo XVII encontramos manifestaciones de la lengua asturleonesa, a través de una literatura arcaizante, en autores como Antón de Marirreguera o Josefa Jovellanos (hermana del ilustrado Gaspar Melchor de Jovellanos) que mediante el empleo de estos recursos estilísticos propios de la llamada "habla rústica", recuperará elementos propios del idioma asturleonés. Esta tradición literaria fue continuada durante el siglo XIX por autores como Xuan María Acebal, José Caveda y Nava, Teodoro Cuesta, Pin de Pría o Fernán Coronas. Respecto de esta literatura el lingüista sueco  Åke Munthe señaló que «debe considerarse a Reguera como el creador de ésta literatura, que yo llamaría bable, y de su lengua; todos los cantores posteriores, y no menos desde el punto de vista lingüístico, proceden de él (las tradiciones poéticas de Reguera se recogieron sin embargo mucho tiempo después de su muerte; de ahí que sean algo arcaizantes también en los cantores posteriores), aunque naturalmente, por otra parte también toman elementos de la lengua de sus terruños respectivos, y con frecuencia también de otros con los cuales están en contacto de una u otra forma así como una mezcla con el castellano, bablificado o no».
En realidad esta literatura no era sino una modalidad de la literatura costumbrista de principios del siglo XVII de carácter marcadamente cómico o burlesco. En la misma a través del empleo de determinadas expresiones de la lengua asturleonesa, pero también de barbarismos y otros arcaísmos propios de la lengua vulgar castellana utilizada en Asturias, se refuerza la parodia de determinados personajes o situaciones. Véase en este sentido la obra de Rodrigo de Reynosa (o Rodrigo de Reinosa) reproducida en lenguaje de germanías, "Coloquio entre la Torres-Altas y el rufián Corta-Viento, en dialecto jácaro" pero pueden encontrarse en la utilización de hablas locales zamoranas y salmatinas en obras de autores como Lope de Rueda, de Juan del Enzina y en otras obras como las Coplas de Mingo Revulgo.

### Situación legal
El idioma asturleonés solo goza de reconocimiento oficial en el municipio portugués de Miranda de Duero en virtud de la Ley portuguesa 7/1999, de 29 de enero, de reconocimiento oficial de derechos lingüísticos de la comunidad mirandesa mientras que en las leyes orgánicas de autonomía españolas de Castilla y León y Asturias solo se menciona a la lengua para indicar genéricamente que será objeto de "protección, uso y promoción", sin que se prevea ningún mecanismo vinculante para llevarlo a efecto y sin ningún tipo de oficialidad.
La Constitución Española reconoce junto a la existencia de lenguas vehiculares (aquellas que quedan reconocidas como tales en los estatutos, art. 3.2 CE), la necesidad de protección de las modalidades lingüísticas existentes en el territorio nacional. Se previene en concreto en el art. 3.3 del texto constitucional que «la riqueza de las distintas modalidades lingüísticas de España es un patrimonio cultural que será objeto de especial respeto y protección». En Asturias, atendida la pluralidad de la realidad lingüística asturiana, se optó en el Estatuto por esta última modalidad de protección. Así en su artículo 4 se previene que «el bable gozará de protección, se promoverá su uso, su difusión en los medios de comunicación y su enseñanza, respetando en todo caso las variantes locales y la voluntariedad en su aprendizaje». En desarrollo de estas previsiones estatutarias la Ley 1/1998, de 23 de marzo, de uso y promoción del bable/asturiano atiende a esta finalidad, fomentando su uso, su conocimiento dentro del sistema educativo y su difusión en los medios de comunicación.
Las fronteras administrativas suponen, también, un obstáculo para quienes aspiran a la normalización y estandarización de la lengua, por la falta de una institución que regule al dominio lingüístico en su conjunto. Esto ha supuesto que en Portugal el Anstituto de la Lhéngua Mirandesa haya desarrollado una propuesta de ortografía en sintonía con la portuguesa, mientras que la Academia de la lengua asturiana ha propuesto otro tipo de soluciones para el estudio de la lengua. La peor parte corresponde al territorio administrativo de Castilla y León dónde no existe ningún tipo de regulación o fomento real.
Sus grados de escolaridad, utilización y protección divergen gradualmente. En Asturias se encuentra reconocido en la enseñanza oficial del Principado de Asturias. Dispone, así el artículo 4 de la Ley 1/1998, «El bable gozará de protección. Se promoverá su uso, su difusión en los medios de comunicación y su enseñanza, respetando en todo caso las variantes locales y la voluntariedad en su aprendizaje». La asignatura de asturiano es contenida en los planes de estudios como asignatura optativa, pese a su carácter voluntario y presenta un alto nivel escolarización con casi el 80 % de los estudiantes en primaria y más del 30 % en secundaria.
En Miranda tiene un grado de presencia en las escuelas de la Tierra de Miranda, y en León, por su parte, es enseñado en cursos de alfabetización de adultos en poblaciones de las provincias de León, Zamora y Salamanca, habiéndose también establecido como actividad extraescolar en algunos centros educativos de la ciudad de León en el curso 2007/2008.

### Distribución geográfica

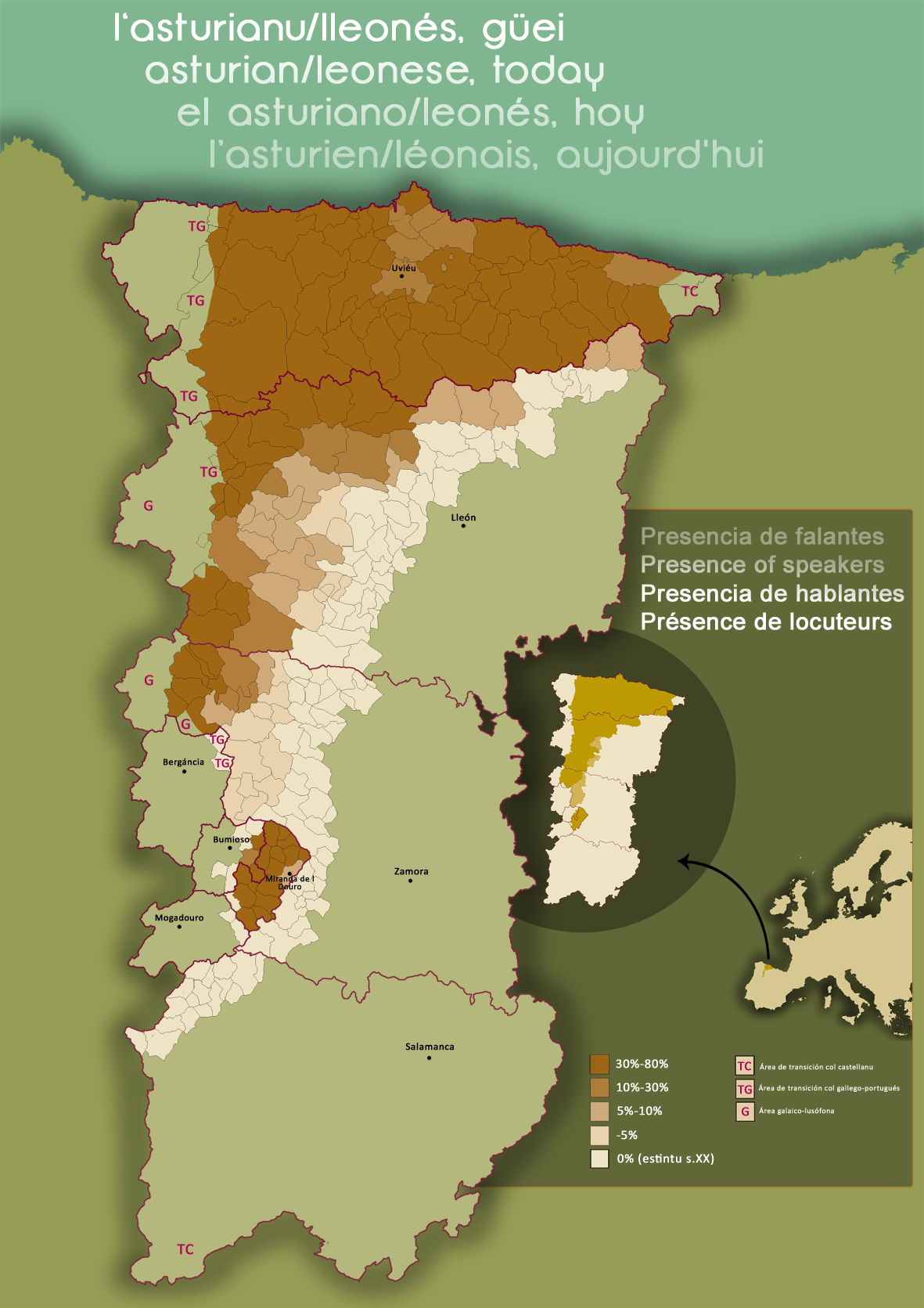
Mapa del porcentaje de hablantes de las variedades de asturleonés en Asturias y la región de León.

Lingüísticamente se considera que dentro del dominio lingüístico asturleonés, las denominaciones conocidas como leonés, asturiano o mirandés forman parte de una macrolengua, entendida como una lengua que existe en forma de diferentes variedades lingüísticas, en donde los trazos isoglóticos, especialmente en el vocalismo y en los grupos cultos, evolucionan de occidente a oriente compartiendo así algunos rasgos con el galaicoportugués y el castellano en las variedades de tránsito eonaviega y montañesa.
Por extensión geográfica, la lingüística describe que los trazos fundamentales de la lengua asturleonesa se extienden actualmente por Asturias, León, Zamora y Miranda do Douro; el montañés en las regiones más occidentales de Cantabria y el valle de Pas; y el eonaviego, en el pasado, además del oeste de Asturias en los concejos gallegos de Fonsagrada, Negueira de Muñiz, Pontenova y Navia de Suarna (antiguo Honor del Suarón). [cita requerida] El carácter común del asturleonés en todos estos territorios, no se caracteriza por ser una agregación de un dialecto asturiano, otro leonés, otro zamorano y otro mirandés; la primera división académica del asturleonés, que describe los aspectos lingüísticos, es precisamente otra, vertical y dividida en tres bloques dialectales transfronterizos compartidos principalmente entre Asturias y León: Occidental, Central y Oriental, además de las dos variedades transicionales: Eonaviego y Montañés. Solamente en un segundo nivel de análisis se podrían describir entidades menores. Las entidades políticas o administrativas y los espacios lingüísticos raramente coinciden biunívocamente, lo más habitual es que las lenguas sobrepasen las fronteras y no coincidan con ellas.

### Número de hablantes
No existe un estudio que determine con exactitud el número de hablantes patrimoniales del dominio lingüístico asturleonés, ya que en la zona leonesa no se han realizado investigaciones estadísticas. En cambio, en Asturias y Miranda los datos se pueden considerar bastante precisos. No se incluyen por tanto en este apartado las hablas de transición como el lebaniego debido a la alta castellanización de las mismas.
| Localización         | Hablantes nativos | Otros            | % sobre el total de hablantes de asturleonés |
| -------------------- | ----------------- | ---------------- | -------------------------------------------- |
| Asturias             | 100 000           | 450 000          | 76,3 %                                       |
| León y Zamora        | 50 000            | 25 000 / 100 000 | 20,8 %                                       |
| Distrito de Braganza | 15 000            |                  | 2 %                                          |

## Clasificación y variedades

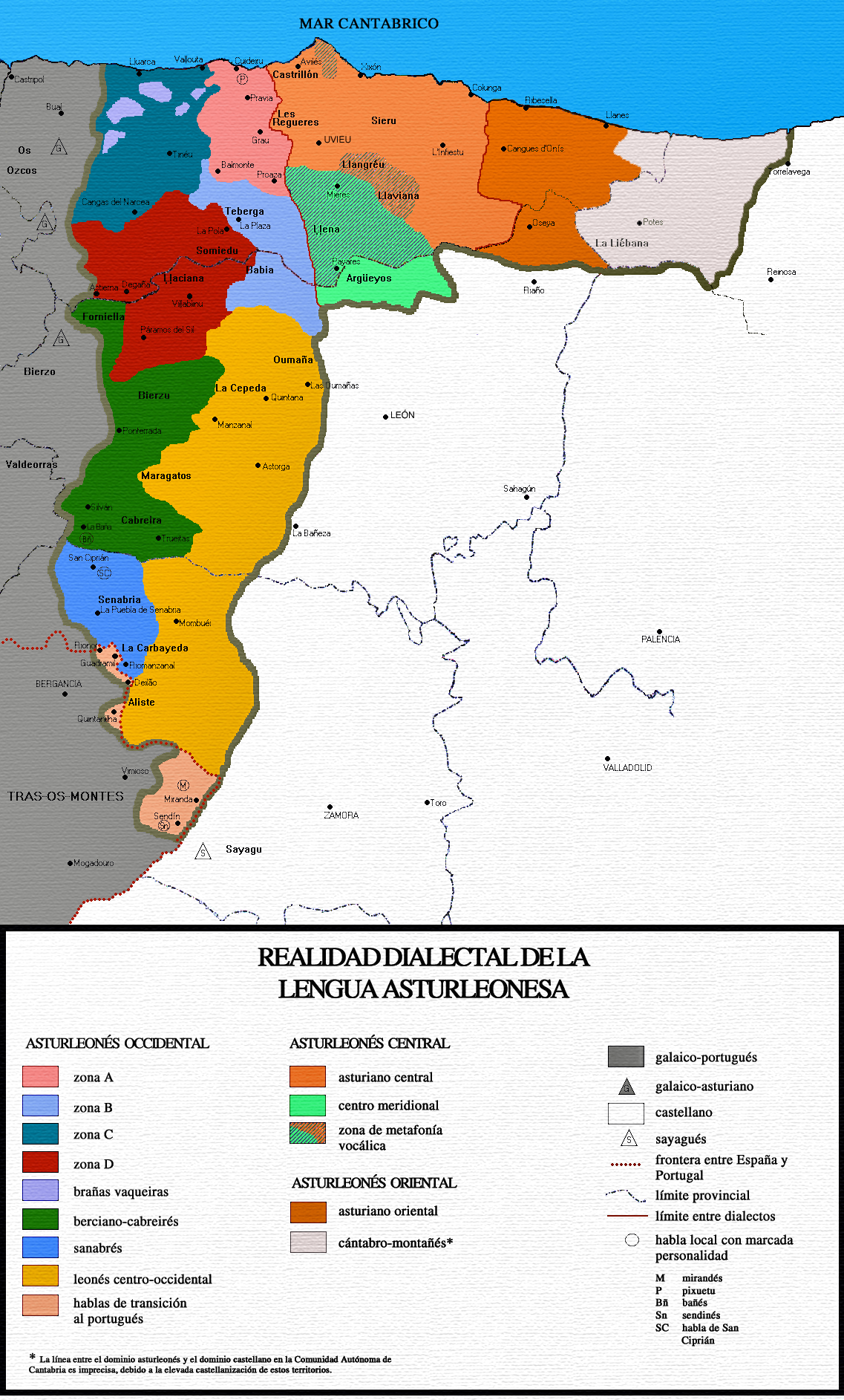

En la clasificación usada por Ethnologue el asturleonés es una lengua iberromance del subgrupo ibérico occidental, al igual que el galaico-portugués y el castellano.

### Variedades asturleonesas
El dialecto occidental del asturleonés es el más extenso geográficamente, en tanto que demográficamente la variedad central es la más hablada en términos cuantitativos.
- Bloque occidental: se trata del bloque de mayor extensión territorial y abarca a los dialectos del occidente de Asturias, León, Zamora, y en Portugal al municipio de Miranda de Duero, y las poblaciones de Río de Onor y Guadramil. Características, frente al bloque central:
  - Conservación de los diptongos decrecientes ou y ei (como en caldeiru y cousa).
  - Femeninos plurales en -as (las casas, las vacas), aunque en San Ciprián de Sanabria también se encuentran plurales femeninos en -es.
  - Tiene tres posibles soluciones en la diptongación de o breve tónica latina (puerta, puorta, puarta).
- Bloque central: agrupa a los dialectos del centro de Asturias y a los de la comarca leonesa de Argüellos. Aunque su extensión territorial es menor, agrupa al mayor número de hablantes, debido a que la parte asturiana es la más poblada de todo el dominio lingüístico. Diferencias más notables respecto al bloque occidental:
  - Terminación en -es para los femeninos plurales (les cases, les vaques).
  - Monoptongación de los diptongos decrecientes (calderu, cosa).
  - Única diptongación en o (puerta).
- Bloque oriental: abarca a los dialectos del oriente de Asturias y de la zona nororiental de la provincia de León. Una de las principales características que lo diferencia frente a los otros bloques lingüísticos anteriores:
  - La f- inicial latina se convierte en una h- aspirada.
  - Tiene dos posibles soluciones en la diptongación de o breve tónica latina (puerta y puorta en Cabrales).

### Árbol de variedades lingüísticas y comarcas que agrupa
|  | Avilés |
|  |        |
|  | Narcea |
|  |        |
|  | Oviedo |
|  |        |
|  | Caudal |
|  |        |

|  | La Cabrera              |
|  |                         |
|  | El Bierzo (v. berciano) |
|  |                         |
|  | Ancares                 |
|  |                         |
|  | Laciana (v. paḷḷuezu)   |
|  |                         |
|  | Babia-Luna              |
|  |                         |
|  | Omaña                   |
|  |                         |
|  | La Cepeda               |
|  |                         |
|  | Maragatería             |
|  |                         |

|  | Sanabria (v. sanabrés) |
|  |                        |
|  | La Carballeda          |
|  |                        |
|  | Aliste                 |
|  |                        |
|  | Benavente y Los Valles |
|  |                        |
|  | Tierra de Tábara       |
|  |                        |

|  | Rio de Onor      |
|  |                  |
|  | Guadramil        |
|  |                  |
|  | Miranda de Duero |
|  |                  |

|  | Avilés |
|  |        |
|  | Narcea |
|  |        |
|  | Oviedo |
|  |        |
|  | Caudal |
|  |        |

|  | La Cabrera              |
|  |                         |
|  | El Bierzo (v. berciano) |
|  |                         |
|  | Ancares                 |
|  |                         |
|  | Laciana (v. paḷḷuezu)   |
|  |                         |
|  | Babia-Luna              |
|  |                         |
|  | Omaña                   |
|  |                         |
|  | La Cepeda               |
|  |                         |
|  | Maragatería             |
|  |                         |

|  | Sanabria (v. sanabrés) |
|  |                        |
|  | La Carballeda          |
|  |                        |
|  | Aliste                 |
|  |                        |
|  | Benavente y Los Valles |
|  |                        |
|  | Tierra de Tábara       |
|  |                        |

|  | Rio de Onor      |
|  |                  |
|  | Guadramil        |
|  |                  |
|  | Miranda de Duero |
|  |                  |

|  | Avilés |
|  |        |
|  | Narcea |
|  |        |
|  | Oviedo |
|  |        |
|  | Caudal |
|  |        |

|  | La Cabrera              |
|  |                         |
|  | El Bierzo (v. berciano) |
|  |                         |
|  | Ancares                 |
|  |                         |
|  | Laciana (v. paḷḷuezu)   |
|  |                         |
|  | Babia-Luna              |
|  |                         |
|  | Omaña                   |
|  |                         |
|  | La Cepeda               |
|  |                         |
|  | Maragatería             |
|  |                         |

|  | Sanabria (v. sanabrés) |
|  |                        |
|  | La Carballeda          |
|  |                        |
|  | Aliste                 |
|  |                        |
|  | Benavente y Los Valles |
|  |                        |
|  | Tierra de Tábara       |
|  |                        |

|  | Rio de Onor      |
|  |                  |
|  | Guadramil        |
|  |                  |
|  | Miranda de Duero |
|  |                  |

|  | Avilés |
|  |        |
|  | Narcea |
|  |        |
|  | Oviedo |
|  |        |
|  | Caudal |
|  |        |

|  | La Cabrera              |
|  |                         |
|  | El Bierzo (v. berciano) |
|  |                         |
|  | Ancares                 |
|  |                         |
|  | Laciana (v. paḷḷuezu)   |
|  |                         |
|  | Babia-Luna              |
|  |                         |
|  | Omaña                   |
|  |                         |
|  | La Cepeda               |
|  |                         |
|  | Maragatería             |
|  |                         |

|  | Sanabria (v. sanabrés) |
|  |                        |
|  | La Carballeda          |
|  |                        |
|  | Aliste                 |
|  |                        |
|  | Benavente y Los Valles |
|  |                        |
|  | Tierra de Tábara       |
|  |                        |

|  | Rio de Onor      |
|  |                  |
|  | Guadramil        |
|  |                  |
|  | Miranda de Duero |
|  |                  |

|  | Avilés  |
|  |         |
|  | Gijón   |
|  |         |
|  | Oriente |
|  |         |
|  | Oviedo  |
|  |         |
|  | Caudal  |
|  |         |
|  | Nalón   |
|  |         |

|  | Los Argüellos |
|  |               |

|  | Avilés  |
|  |         |
|  | Gijón   |
|  |         |
|  | Oriente |
|  |         |
|  | Oviedo  |
|  |         |
|  | Caudal  |
|  |         |
|  | Nalón   |
|  |         |

|  | Los Argüellos |
|  |               |

|  | Avilés  |
|  |         |
|  | Gijón   |
|  |         |
|  | Oriente |
|  |         |
|  | Oviedo  |
|  |         |
|  | Caudal  |
|  |         |
|  | Nalón   |
|  |         |

|  | Los Argüellos |
|  |               |

|  | Avilés  |
|  |         |
|  | Gijón   |
|  |         |
|  | Oriente |
|  |         |
|  | Oviedo  |
|  |         |
|  | Caudal  |
|  |         |
|  | Nalón   |
|  |         |

|  | Los Argüellos |
|  |               |

|  | Oriente |
|  |         |

|  | Valle de Sajambre (v. montañés) |
|  |                                 |

|  | Oriente |
|  |         |

|  | Valle de Sajambre (v. montañés) |
|  |                                 |

|  | Oriente |
|  |         |

|  | Valle de Sajambre (v. montañés) |
|  |                                 |

|  | Oriente |
|  |         |

|  | Valle de Sajambre (v. montañés) |
|  |                                 |

|  | Avilés |
|  |        |
|  | Narcea |
|  |        |
|  | Oviedo |
|  |        |
|  | Caudal |
|  |        |

|  | La Cabrera              |
|  |                         |
|  | El Bierzo (v. berciano) |
|  |                         |
|  | Ancares                 |
|  |                         |
|  | Laciana (v. paḷḷuezu)   |
|  |                         |
|  | Babia-Luna              |
|  |                         |
|  | Omaña                   |
|  |                         |
|  | La Cepeda               |
|  |                         |
|  | Maragatería             |
|  |                         |

|  | Sanabria (v. sanabrés) |
|  |                        |
|  | La Carballeda          |
|  |                        |
|  | Aliste                 |
|  |                        |
|  | Benavente y Los Valles |
|  |                        |
|  | Tierra de Tábara       |
|  |                        |

|  | Rio de Onor      |
|  |                  |
|  | Guadramil        |
|  |                  |
|  | Miranda de Duero |
|  |                  |

|  | Avilés |
|  |        |
|  | Narcea |
|  |        |
|  | Oviedo |
|  |        |
|  | Caudal |
|  |        |

|  | La Cabrera              |
|  |                         |
|  | El Bierzo (v. berciano) |
|  |                         |
|  | Ancares                 |
|  |                         |
|  | Laciana (v. paḷḷuezu)   |
|  |                         |
|  | Babia-Luna              |
|  |                         |
|  | Omaña                   |
|  |                         |
|  | La Cepeda               |
|  |                         |
|  | Maragatería             |
|  |                         |

|  | Sanabria (v. sanabrés) |
|  |                        |
|  | La Carballeda          |
|  |                        |
|  | Aliste                 |
|  |                        |
|  | Benavente y Los Valles |
|  |                        |
|  | Tierra de Tábara       |
|  |                        |

|  | Rio de Onor      |
|  |                  |
|  | Guadramil        |
|  |                  |
|  | Miranda de Duero |
|  |                  |

|  | Avilés |
|  |        |
|  | Narcea |
|  |        |
|  | Oviedo |
|  |        |
|  | Caudal |
|  |        |

|  | La Cabrera              |
|  |                         |
|  | El Bierzo (v. berciano) |
|  |                         |
|  | Ancares                 |
|  |                         |
|  | Laciana (v. paḷḷuezu)   |
|  |                         |
|  | Babia-Luna              |
|  |                         |
|  | Omaña                   |
|  |                         |
|  | La Cepeda               |
|  |                         |
|  | Maragatería             |
|  |                         |

|  | Sanabria (v. sanabrés) |
|  |                        |
|  | La Carballeda          |
|  |                        |
|  | Aliste                 |
|  |                        |
|  | Benavente y Los Valles |
|  |                        |
|  | Tierra de Tábara       |
|  |                        |

|  | Rio de Onor      |
|  |                  |
|  | Guadramil        |
|  |                  |
|  | Miranda de Duero |
|  |                  |

|  | Avilés |
|  |        |
|  | Narcea |
|  |        |
|  | Oviedo |
|  |        |
|  | Caudal |
|  |        |

|  | La Cabrera              |
|  |                         |
|  | El Bierzo (v. berciano) |
|  |                         |
|  | Ancares                 |
|  |                         |
|  | Laciana (v. paḷḷuezu)   |
|  |                         |
|  | Babia-Luna              |
|  |                         |
|  | Omaña                   |
|  |                         |
|  | La Cepeda               |
|  |                         |
|  | Maragatería             |
|  |                         |

|  | Sanabria (v. sanabrés) |
|  |                        |
|  | La Carballeda          |
|  |                        |
|  | Aliste                 |
|  |                        |
|  | Benavente y Los Valles |
|  |                        |
|  | Tierra de Tábara       |
|  |                        |

|  | Rio de Onor      |
|  |                  |
|  | Guadramil        |
|  |                  |
|  | Miranda de Duero |
|  |                  |

|  | Avilés  |
|  |         |
|  | Gijón   |
|  |         |
|  | Oriente |
|  |         |
|  | Oviedo  |
|  |         |
|  | Caudal  |
|  |         |
|  | Nalón   |
|  |         |

|  | Los Argüellos |
|  |               |

|  | Avilés  |
|  |         |
|  | Gijón   |
|  |         |
|  | Oriente |
|  |         |
|  | Oviedo  |
|  |         |
|  | Caudal  |
|  |         |
|  | Nalón   |
|  |         |

|  | Los Argüellos |
|  |               |

|  | Avilés  |
|  |         |
|  | Gijón   |
|  |         |
|  | Oriente |
|  |         |
|  | Oviedo  |
|  |         |
|  | Caudal  |
|  |         |
|  | Nalón   |
|  |         |

|  | Los Argüellos |
|  |               |

|  | Avilés  |
|  |         |
|  | Gijón   |
|  |         |
|  | Oriente |
|  |         |
|  | Oviedo  |
|  |         |
|  | Caudal  |
|  |         |
|  | Nalón   |
|  |         |

|  | Los Argüellos |
|  |               |

|  | Oriente |
|  |         |

|  | Valle de Sajambre (v. montañés) |
|  |                                 |

|  | Oriente |
|  |         |

|  | Valle de Sajambre (v. montañés) |
|  |                                 |

|  | Oriente |
|  |         |

|  | Valle de Sajambre (v. montañés) |
|  |                                 |

|  | Oriente |
|  |         |

|  | Valle de Sajambre (v. montañés) |
|  |                                 |

### Texto comparativo
- Cabrales (Asturias oriental).- Era un díi fríu y andabin per un camín llenu d’elu. La muyer y el so hombri llegarin colos ñeños a la ḥuonti las Llameras pela ñochi. Entamó llover y garró-yos munchu agua y abellugarinse nuna de las cabañas ḥechas de ḥuoya del Llosu ondi aviarin un ḥuou nel llar y llechi con ñatas.

- Infiesto – L’infiestu (Asturias central).- Yera un díe fríu y andaben per un camín llenu de xelu. La muyer y el so home llegaren colos ñeños a la ḥuente les Llameres pela ñuechi. Entamó llover y garró-yos muncho agua y abellugarense nuna de les cabañes feches de ḥueya del Llosu onde aviaren un ḥueu nel llar y llechi con ñates.

- Oviedo – Uviéu (Asturias central).- Yera un día fríu y andaben per un camín llenu de xelu. La muyer y el so home llegaren colos neños a la fonte les Llameres pela nueche. Entamó llover y garró-yos muncho agua y abellugarense nuna de les cabañes feches de fueya del Llosu onde aviaren un fueu nel llar y lleche con nates.

- Aller – Ayer (Asturias centro-meridional).- Yera un día fríu y andaban per un camín ḷḷinu de xilu. La muyer y el so home yegoren colos nenos a la fonte las Ḷḷameras pela nuitse. Entamó yover y garró-yos muntso agua y abeḷḷugorense nuna de las cabanas fetsas de fueya del Ḷḷusu onde avioren un fuíu nel ḷḷar y ḷḷetsi con natas.

- Candamo (Asturias occidental).- Yara un día fríu y andaban per un camín llenu de xelu. La muyer ya’l sou home llegarun colos neños a la fonti las Llameiras pela nuochi. Entamóu llover ya garróu-ys muncha agua ya abellugarunse nuna de las cabanas fechas de fuoya del Llousu onde aviarun un fuou nel llar ya llechi con natas.

- Cudillero (Asturias occidental).- Yara un día fríu y andaban per un camín llenu de xelu. La muyar ya’l sou home llegarun colus neñus a la fonti las Llameiras pela nuachi. Entamóu llover ya garróu-ys muncha agua ya abellugarunsi nuna di las cabanas fechas de fuaya del Llousu ondi aviarun un fuau nel llar ya llechi con natas.

- Luarca – Ḷḷuarca (Asturias occidental).- Yara un día fríu y andaban pur un camín ḷḷen de xelu. La muyer ya’l sou home ḷḷegaran conos nenos a la fonte las Ḷḷameiras pula nueite. Entamóu ḷḷover ya garróu-ys muita augua ya abeḷḷugaranse nuna de las cabanas feitas de fueya del Ḷḷousu onde aviaran un fueu nu ḷḷar ya ḷḷeite con natas.

- Degaña (Asturias suroccidental) y Palacios del Sil (León).- Yara un día fríu y andaban pur un camín chen de xelu. La mucher ya’l sou home chegonun conos nenos a la fonte las Ḷḷameiras pula nueite. Entamóu chover ya garróu-ḷḷes muita augua ya abeḷḷugonunse nuna de las cabanas feitas de fuecha del Chousu onde avionun un fueu nu ḷḷar y ḷḷeite con natas.

- Cabrera – Cabreira (León).- Yera un día fríou y andaban pur un caminu chenu de xelu. La muyere y el sou home chegorun coñus ñeñus a la fuente las Llameiras pur la ñueite. Entamóu chovere y garróu-yis mueita augua y abellugarunse ñuna de las cabañas feitas de fueya del Chousu onde aviorun un fueu ñu llare y lleite con ñatas.

- Galende (Zamora).- Yera un día fríu y andaban pur un caminu chenu de gelu. A mullere y el sou home chegonen coñus ñeñus a fuonte as Llameiras pur a ñuoite. Entamóu chovere y garróu-les muita augua y abelluganense ñuna das cabañas feitas de fuolla del Chousu onde avionen un fuou ñu llare y lleite con ñatas.

- San Ciprián – San Cibrián (Zamora).- Yera un día fríu y andaben pur un caminu chenu de gelu. A mullere y el sou home chegonen coñus ñeñus a fuonte es Llameires pur a ñuoite. Entamóu chovere y garróu-les muita augua y abelluganense ñuna des cabañes feites de fuolla del Chousu onde avionen un fuou ñu llare y lleite con ñates.

- Santa Cruz de Abranes – Santa Cruz d’Abranes (Zamora).- Yera un día fríu y andaban pur un caminu tsenu de xelu. A mullere y el sou home tsegonun coñus ñeñus a fuonte as Llameiras pur a ñuoite. Entamóu tsovere y garróu-lles muita augua y abelluganunse ñuna das cabañas feitas de fuolla del Tsousu onde avionun un fuou ñu llare y lleite con ñatas.

### Hablas de transición
La afiliación de las hablas de transición al grupo asturleonés está discutida por algunos filólogos (que los consideran lenguas aparte de pleno derecho o parte de la lengua correspondiente al otro dominio lingüístico con el que hacen transición):
AsturiasEonaviego o gallego-asturiano, se considera una variante galaico-portuguesa muy influida por el asturleonés; se habla en el extremo occidental de Asturias. Como el límite del gallego se suele definir por la no diptongación de las breves latinas /ö/ y /ë/, el eonaviego es adscrito al dominio gallego-portugués (solo 'suelo', celo 'cielo'). Ahora bien, el límite del astur-leonés no se suele definir por la diptongación o no de las vocales breves (puesto que el castellano también diptonga) sino por la palatalización de la /l-/ inicial en /ʎ-/, y desde este criterio al menos la mitad del territorio eonaviego (desde el Porcía al río Frexulfe: llúa 'luna', llogo 'luego') es adscribible al dominio lingüístico asturleonés.
CantabriaCántabro o montañés, habla de transición entre el asturleonés y el castellano, hablada en Cantabria extremo oriental de Asturias y zonas del norte de Castilla y León.
Suroeste de SalamancaHabla de El Rebollar
Extremadura (principalmente el norte de la provincia de Cáceres)El extremeño o altoextremeño, a menudo impropiamente llamado castúo, también se encontraba en este grupo, pues era considerado un habla de transición entre el leonés oriental y el castellano meridional, actualmente se le considera un dialecto más del idioma asturleonés. Solamente el alto extremeño, ya que el medioextremeño y el bajoextremeño son al menos desde el siglo XVII hablas castellanas meridionales de tránsito con el leonés.
Provincia de CáceresFala (Fala extremeña, de filiación gallego-portuguesa con influencia asturleonesa y castellana. Hablada en tres pueblos del norte de Cáceres: San Martín de Trevejo (Sa Martín de Trebelhu), Eljas (As Elhas) y Valverde del Fresno (Valverdi du Fresnu).

## Descripción lingüística

### Fonología

#### Vocalismo
- Posiblemente el rasgo más característico que define fonéticamente al dominio lingüístico asturleonés sea la inclinación del cierre de las vocales átonas finales: lleñi 'leña', nuechi / nueiti 'noche', baxu 'bajo', llechi / lleiti 'leche', y no finales: firida 'herida', vicín 'vecino', vixigu 'vejigo', ufiensa 'ofensa', mulín 'molino', furmiga 'hormiga', etc.[57] El cierre masivo que reduce a a/u/i el vocalismo átono se produce en todo el dominio asturleonés y se extiende con particular fuerza hacia las hablas de transición con el castellano: Habla de El Rebollar en Salamanca (nochi, ḥoci 'hoz', mesmu, dubri 'doble'), extremeño (ñubi, grandi, libru, ḥuerti) y cántabro (lus poblis, lus hombris, yo triji, dístimi, bebi tu, ḥuenti, mitilu in bulsu, il curdiru).[58] Sin embargo, y para el caso del asturiano la ALLA ha normativizado las formas etimológicas: lleche, vecín, molín, costiella, etc. y solo atiende al fenómeno en casos aislados: esti 'este' < *iste, esi 'ese' < *ipse, aquelli 'aquel' < *acc'ille, pumar 'manzano' < *pomaris, ufrir 'ofrecer' < *offrere, firir 'herir' elli fire 'el hiere' < *ferīre, midir 'medir' < *metīri, vistir 'vestir' < *vestīre, siguir 'seguir' < *sequīre (sin embargo según < *secundu), venti 'veinte' < *viginti (sin embargo dolce 'doce' < *duodĕcim, no **dolci).[59]

- División en dos grandes bloques del asturleonés (occidental y centro-oriental respectivamente) según mantengan o no los antiguos diptongos decrecientes /EI/ y /OU/ también presentes en el grupo galaico-portugués y originados en: 1.- el diptongo latino *au: maurus > mouru / moru, 2.- el grupo latino *al+C: alterum > outru, otru, 3.- el grupo latino *ul+C: pulsum > pousu/ posu, 4.- de los grupos latinos *ucc, *upp y *utt: tuccinum > toucín, tocín. Sin embargo, el sistema los diptongos decrecientes difiere entre gallego y asturleonés, pues se dan en este último, casos de realización que no existen en gallego: cilia > asturleonés ceiya, gallego cella 'ceja', concilium > asturleonés conceiyu, gallego concello, meum > asturleonés mieu > miou, gallego meu 'mi', ego > asturleonés yeu > you, gallego eu 'yo', eccu-hic > asturleonés eiquí, gallego aquí, corium > asturleonés cueiru, gallego coiro, etc.

- Como en castellano, occitano y aragonés, diptongación de las vocales breves tónicas latinas /ŏ/, con tres posibles resultados según las variedades dialectales: puerta < porta, cuervu < corvus (general), puorta, cuorvu (Asturias occidental, Sanabria, Miranda do Douro y Cabrales) y puarta, cuarvu (Cudillero), y /ĕ/ con dos posibles resultados tierra < terra, bien < bene (general) y tiarra, bian en Cudillero.[60]

- Como en aragonés (fuella < *folia, güello < *oculo, pueyo < *podium), occitano (huelha < *folia, uelh < *oculo) y antiguo mozárabe (uello < *oculo) desarrollo del diptongo /UE~UO/ de /ŏ/ ante yod: güeyu / guoyu 'ojo' < *oio < oculu, fueya / fuoya 'hoja' < *foia < folia, remueyu / remuoyu 'remojo' < remolliu, restrueyu / restruoyu 'rastrojo', buechu 'ocho' < *oictu < octu, fueyu 'hoyo' < *foio < foveu, puexu 'poyo, podio' < podium, pero a diferencia del aragonés no se produce el diptongo de /ĕ/: seya 'sea' < sedeam, espeyu < especulu (cfr. aragonés espiello).

- Ausencia de diptongación de /ŏ/ ante nasal más consonante: fonte 'fuente', ponte 'puente', dondiu 'duendo, manso' < domitus, llongu 'luengo, largo', bonu 'bueno', conca 'cuenca', contu 'cuento, DRAE-2', ¿Nun vos sonen? '¿No os suenan?, etc.

- Conservación del diptongo /ie/ ante /-s/ y /-rl/ agrupado en voces en que el castellano redujo a simple /i/: mierla 'mirlo' < merula, piescu 'prisco', riestra 'ristra' < *restla, viéspera 'víspera' < *vespĕra, viespa viéspara 'avispa'< *vespa, priesa 'prisa' < *pressa, ciescu 'cisco' < or. inc. (*cersco ?), viesgu 'bizco' < *versicus. El salmantino viesa 'arada' < *versa es asturleonismo y podría serlo también el castellano riesgo,[cita requerida] que en lo que al apellido se refiere es de origen asturiano.[61]

- Apócope de la vocal final /E/ tras nasal /N/: vien 'viene', tien 'tiene', pon 'pone'. Tras líquida /R/ y /L/: sal 'sale', quier 'quiere', y tras /S/ y /Z/: clis 'eclipse', clas 'clase', envás 'envase', bas 'base', merez 'merece', enlláz 'enlace', diz 'dice', índiz 'índice', héliz 'hélice', vértiz 'vértice', cruz 'cruce', conduz 'conduce', cuez 'cuece', cues 'cose'.

- Conservación de la vocal etimológica final /E/ de los grupos latinos -etis, -itis: llide 'lid' < litis, vide 'vid' < vitis, rede 'red' < retis, parede 'pared' < parietis, güéspede 'huésped' < hospitis, sede 'sed' < sitis, áspide 'áspid' < aspidis, céspede 'césped' < caespitis.

- Reacción contra hiatos con la inserción de consonante palatal epentética /y/: trayer, oyíu 'oído', cayida 'caída', creyáis 'creáis', mayestru, criyáu 'criado', ideya 'idea', feyu 'feo', puya < pugia, piyor 'peor' < peioris, o /g/: rigu < ríu < rivus, nigu < níu < nidus, puga < pugia, megollu 'meollo' <me(d)ullum.

#### Consonantismo
- Conservación de F latina en posición inicial e intervocálica salvo en el dialecto asturiano-oriental y hablas de transición que mantienen un estadio intermedio /ḥ/: fíadu~fégadu 'hígado'< * ficătum, afogar 'ahogar' < *adfocāre, fema 'hembra' < * femĭna, falar 'hablar' < *fabulāri, figu 'higo' < *ficus.

- Resultado de palatal /Y/ proveniente de -LY- y -C'L- latinos, salvo en los dialectos sureños mirandés y sanabrés: muyer 'mujer' < *mulier, corteya 'corteza' < *curticula, aunque a veces se produce lenición fíu~fiyu < 'hijo' < *filiu, abeya~abea 'abeja' < *apicŭla. El mismo resultado se da en eonaviego, habla de transición con el gallego.

- Soluciones en fonema prepalatal fricativo sordo /š/ (que en castellano evolucionó a la velar sorda /x/) para diferentes grupos latinos -SS-, D + yod/, /x/: coxu 'cojo', xatu 'jato', baxu 'bajo'. Mismo resultado para los grupos IU, GI, GE xenxiva 'encía' < *gingiva, salvo en dialecto asturiano-oriental: xugu~ugu 'yugo', xuntar~untar 'juntar', xelu~elu 'hielo'.

- Palatalización de la inicial simple L- latina (conservada como tal en castellano y gallego) con diferentes resultados fonéticos. Se palataliza en las comarcas occidentales de Cantabria: lleche / lleite 'leche', llingua 'lengua', lluna 'luna', llume 'lumbre' (tal como sucede también en aragonés y catalán). En ocasiones la palatalización se produce incluso en interior de palabra allabar 'alabar' < alapari, rellatu < relatus, allacrán < *al‘aqráb, callavera < cal(a)varia, allantre < ad-ante 'delante'.

- Palatalización en /LL/ del grupo R'L perlla 'perla' < PIRuLA , garllar 'garlar' < GARRuLARE, burlla 'burla' < BURRuLA, parllar 'parlar' < PARoLARE, Carllos 'Carlos' < CARoLUS, esterllina 'esterlina' < STERLING, orlla 'orla' < ORuLA, borlla 'borla' < BURRuLA, escarllata 'escarlata' < iškarláṭ, birllar 'birlar', merlluza 'merluza'.

- Palatalización en /LL/ del grupo S'L apusllar < *a-puslar < PUSTuLA, islla < isla < INSuLA, pesllar 'cerrar' < *peslar < PESTuLARE, usllada 'hoguera' < *uslada < USTuLATA.

- Palatalización en /LL/ producto de la asimilación L < R: miRacuLu > miLacuRu > millagru, paRaboLa > paLaboRa > pallabra, peRicuLu > peLicuRu > pelligru, chaRacteR > caretre > caletre > calletre, aRatrum > aLadru > alladru 'arado', peRegrinum > peLegrín > pellegrín 'peregrino'.

- Palatalización en /LL/ de /L/ como resultado de la formación de un diptongo: valentis > valiente > vallente, calentem > caliente > callente, alecrem > aliegre > allegre, colobra > culuebra > culiebra > cullebra, alenitus > alientu > allentu, colecta > coliecha > collecha 'cosecha'.

- Frente al castellano, y en coincidencia con el gallego, se conserva el grupo interior -MB- sin reducir. Se prolonga por toda Cantabria: llamber[62] 'lamer', llombu 'lomo', camba 'cama, pina del carro', embelga 'amelga'.

- El grupo secundario -M'N-, originado por la pérdida de una vocal átona latina, se redujo en asturleonés a una simple /-m-/ salvo en el dialecto asturiano-oriental: fame 'hambre' < famine, semar 'sembrar' < seminare, enxame 'enjambre' < examine, nome 'nombre' < nomine, cume 'cumbre' < culmine, llegume 'legumbre' < legumine, esllumáu 'deslumbrado' < ex-luminatus.

- Asimilación de /-R/ final del infinitivo ante pronombre enclítico: callentalla 'calentarla', xubillu 'subirlo', morrenos 'morirnos', conta-yos 'contarles', da-yla 'dársela'.

- Frente al castellano, conservación del grupo latino -N'R-: tienru < TENeRU 'tierno', xenru < GENeRU 'yerno', vienres < VENeRIS 'viernes', senra < SENaRA 'serna', cenrada < inCINeRATA 'ceniza', tenrá < TENeRA 'tendrá'. etenru < aeternus 'eterno' y pienres 'piernas' (en la frase vienres fiesta ente les pienres) son casos de hipercorrección.

- Conversión en /L/ del primer elemento de los grupos latinos -P'T- / -P'D-: xaldu 'jaudo, soso' < *insapidus, selmana 'semana' < *septimana, estreldu < *strepitus 'estruendo', trelda < *trepida 'barro'. -B'T- / -B'D-: dulda < dubita 'duda', recaldu < recab'do 'recaudo', coldu < cubito 'codo'. -V'T-: muelda 'avalancha' < movita, lleldu < levitu 'leudo'. -D'B-: vilba < viduba 'viuda'. -D'C-, T'C: xulgar < iudicare 'juzgar', dolce < duodecim 'doce', trelce < tredecim 'trece', selce < sedecim 'dieciséis', mayoralgu < maioraticu 'mayorazgo', pielga 'pega, obstáculo' < pedica, pealgu < pediaticu 'peaje'. -P'S-: yelsu < gypsu 'yeso'. -F'D-: trelda < trifida 'trébol'. En este sentido, se considera que términos como nalga < natica o belfo < bidfo < bifidus son préstamos asturleoneses al castellano, pues en esta lengua cabría esperar *naga y *befo. También el portugués julgar se considera préstamo del asturleonés.

- Tendencia a la epéntesis de oclusiva cum líquida : gurupu 'grupo', taragumiar 'tragar', taranca 'tranca', toronchu 'troncho', barenga 'brenca', berezu, bereciu 'brezo', garayu 'grajo', tarozu 'trozo', tarabiella 'trabilla', calaviya 'clavija', garanu 'grano', curume / crume 'cumbre'. Posiblemente se trate de un fenómeno de sustrato coincidente con el eusquera (cfr. granum > garau 'grano', Clunia > *Culunia > *Curunia > Coruña del Conde).

### Morfosintaxis

#### Morfología
- El asturleonés centro-oriental conserva una tercera marca adjetivos de singular para acompañar a las realidades incontables conocido como "neutro de materia" que se realiza en /-o/. De esta forma los adjetivos presentan tres terminaciones -u, -a, -o, según deban acompañar a un sustantivo masculino, uno femenino o uno neutro (o incontable) respectivamente: mozu guapU 'chico guapo', moza guapA 'chica guapa', xente guapO 'gente guapa'. Otros ejemplos serían carne tienro no *carne tienra o mofu llandio 'musgo blando' no *mofu llandiu.

- Como en aragonés,[63] diferenciación entre los prefijos DES- (desde el latín dis-) y ES- (desde el latín ex-). El primero marca la acción contraria facer 'hacer'/desfacer 'deshacer', mecer 'mezclar'/desamecer 'separar'. El segundo indica acción, esgayar 'desgajar', esmigayar 'desmigajar'.

- Con bastante frecuencia, y sin justificación etimológica, aparición de vocal /i/ o «yod epentética»: blandiu / llandiu 'blando', mundiu 'mundo', muria 'muro', llastria 'lastra', fuercia 'fuerza', rondiu 'redondo', rutiu 'eructo', mostiu 'mosto', curtiu 'corto'.

- Inseguridad de la líquida final átona (/R/ y /L/) que se refuerza con inserción de -e paragójica: trébole 'trébol', árbole 'árbol', cárcele, zúcare 'azúcar', almíbare 'almíbar', ámbare 'ámbar', mármole, fréxole 'fréjol', que en ocasiones desarrolla síncopa secundaria: zucre, deble, almibre, alcazre 'alcázar'. En el extremeño esta inseguridad se resuelve con la caída: carci 'cárcel', arbu 'árbol', trebu 'trébol'.

- Inseguridad de la nasal final átona /-N/ que desaparece o refuerza con inserción de -e paragójica: dentame/dentámene 'dentadura', virxe/vírxene 'virgen', xerme/xérmene 'germen', vierbe/viérbene 'gusano', quexume/quexúmene 'quejidos', moblame 'mobiliario'.

- Inserción de los sufijos átonos –ALU, -ARU, -ANU sin explicación etimológica ni modificación semántica alguna : ñicu / ñícaru 'añico', viespa / viéspara 'avispa', concha / cónchara, llasca / lláscara 'lasca', llueca / lluécara 'cencerro', xuncu / xúncalu 'junco', zuecu / zuécalu 'zueco', carambu / carámbanu 'carámbano', fueca / fuécana 'socavón', demongu / demónganu / demóngaru 'demonio', tambu / támbanu 'tapadera', ciegu / cégaru, etc. En ocasiones desarrolla en síncopa secundaria: viespra, xunclu, nucla < *núcala 'nuca', ñocla < *ñócala 'buey de mar', lo que a su vez puede llevar a hipercorreciones del tipo llépara 'lepra', cóngaru 'congrio', chígare 'chigre, taberna de sidra', númbaru < *numbru < num'ru < numerus, búgare 'bogavante' < bugre < fra. bugle < lat. buculus 'pequeño buey'. El castellano carámbano < *kar-ambo se considera asturleonismo.[64] Posiblemente se trate de un fenómeno de sustrato de una lengua que tendía al acento proparoxítono, cfr. las soluciones gallegas con sufijo ego/a: cobra / cóbrega, cuncha / cónchega, odia / ódega, pinta / píntega, salamanca / salamántiga, etc.

#### Sintaxis
- Inserción de artículo ante posesivo: el mio/miou maríu 'mi marido', el to/tou xatu 'tu ternero', les nueses costumes 'nuestras costumbres', la so/sua cabanna.

- Posibilidad de posponer el posesivo al sustantivo seguido de la partícula DE: el maríu de mio/miou 'mi marido', la xente de nueso 'nuestra gente', les vaques de so/sou 'sus vacas'.

- Como ocurre en italiano, función adverbial del adjetivo neutro -o, donde el castellano, salvo casos excepcionales (habla más alto, corre rápido, juega sucio), ha resuelto con el sufijo modal -mente: ¿nun yes quién a facer daqué curioso? '¿no eres capaz de hacer algo cuidadosamente /con cuidado?', fala serio 'habla seriamente, con seriedad', fízolo atento 'lo hizo atentamente, con atención', díxome tienro 'me dijo tiernamente, con ternura'.[65][66] Así, se produce la oposición fala asturianu 'habla asturiano, lengua asturiana' frente a fala asturiano 'habla asturianamente, a la manera asturiana'.[67]

- Genitivo en aposición o no marcado. En todas las lenguas romances la función de genitivo queda marcada por la preposición de, en asturleonés en cambio esta marca falta por completo y la función debe deducirse por el contexto: el coche Xuan 'el coche de Juan', la fía'l rei 'la hija del rey', la güerta Oxenu 'la hüerta de Eugenio', ca'l cura 'casa del cura', al meu'l puoblu 'en medio del pueblo'. Se trata de la misma situación que en francés antiguo que permitía construcciones del tipo la fille le rei 'la hija del rey', la gent le rei Hugon 'las gentes del rey Hugo'. Estrechamente relacionado está el uso de sintagmas preposicionales sin conector de como ocurre en catalán y castellano antiguo: delantre los tos güeyos 'delante de tus ojos', frente l'ilesia 'enfrente de la iglesia' (cfr. catalán enfront l'església).[68]

- Situación postverbal de los complementos directo e indirecto, salvo en negaciones y tras el relativo que: vendi-y-lo 'véndeselo', contóme 'me contó', dexé-y 'le dejé', dexélu 'lo dejé', val-lo 'lo vale', daben-y-les 'se las daban'. Pero, nun me contó 'no me contó', nun-y dexé 'no le dejé', nun lo val 'no lo vale', nun-y les daben 'no se las baban', tienes que lo facer 'tienes que hacerlo', tienes que me falar 'tienes que hablarme'.

- Oposición de las preposiciones PER 'tiempo-espacio' < *per y POR 'causa-efecto' < *pro: subi pela escalera 'sube por la escalera' / subi pola escalera 'sube a por la escalera'.[69] En toda la Romanía solo asturleonés y francés (par < *per / pour < *pro) mantienen la antigua distinción latina.[70]

- Las perífrasis verbales acabar + infinitivo, deber + infinitivo, dir + infinitivo, haber + infinitivo, carecen de laspreposiciones DE, QUE y A: acaben llamate 'te acaban de llamar', deben ser les dos 'deben de ser las dos', diben venir el sábadu 'iban a venir el sábado', vo dexar de fumar 'voy a dejar de fumar', has dexame les llaves 'tienes que dejarme las llaves.

- Concordancia del participio pasado en género y número con el objeto directo en la formación del pretérito perfecto compuesto: les canciones que Lluisa tien cantáes 'las canciones que Luisa ha cantado'. Se trata de un arcaísmo que conoció el castellano medieval (las canciones que Luisa ha cantadas) y que también se conserva en francés: les chansons que Louise a chantées.

- Restos del antiguo perfecto de los verbos de movimiento construido con el auxiliar ser: los tiempos son llegaos de... 'ha llegado el momento de...', son llegaos de... 'han venido de'. Se trata de nuevo de un arcaísmo que conoció el castellano medieval y que también conserva el francés: sont arrivées 'han llegado', y el italiano sono arrivate 'han llegado.

- Se evita el uso conjugado del subjuntivo por medio del infinitivo: con nós facelo ye abondo 'con que lo hagamos nosotros es suficiente', marché sin ellos notar nada 'me fui sin que ellos notasen nada'. enantes de Xuan espertar 'antes de que Juan despierte', tres el sol ponese 'después de que se ponga el sol', nun tien quien-y lo facer 'no tiene quien se lo haga', pa tu comer 'para que tu comas', pa yo poder comer mio pa frayó el llombu 'mi padre se rompió la espalda para que yo pudiese comer', mandólos coser 'mandó que cosieran' frente a mandó coselos 'mandó coserlos'.

- Se evita el uso conjugado del subjuntivo por medio de las perífrasis en + gerundio: avísesme en siendo la hora 'cuando sea la hora me avisas', en xintando marcho 'cuando coma me voy', en viendo a Iyán llámesme 'cuando veas a Julián me llamas' y acabante + infinitivo: acabante xintar marcho 'en cuanto coma me voy', acabante ver a Iyán llámesme 'en cuanto veas a Julián me llamas'.

- En asturleonés no existen verbos compuestos con haber y jamás se dice: *he estáu, *había faláu. Por eso el pretérito perfecto simple de indicativo se utiliza siempre independientemente de que la acción se encuentre dentro o fuera de un espacio temporal: el conseyeru faló(u) güei y el ministru faló(u) ayeri 'el consejero ha hablado hoy y el ministro habló ayer'. falasti ayeri y falasti güei 'hablaste ayer y has hablado hoy'. Sin embargo, al igual que ocurre en portugués y gallego la acción pasada dentro de un espacio de tiempo no finalizado también puede expresarse por medio del pretérito pluscuamperfecto el conseyeru falare güei y el ministru faló(u) ayeri 'el consejero ha hablado hoy y el ministro habló ayer', ya comiere equí 'ya había comido aquí', ya terminare de cantar(e) cuando yo(u) llegué(i) 'ya había terminado de cantar cuando yo llegué'.

- El imperativo se realiza en -a / ái en la primera conjugación; fala 'habla', falái 'hablad', en -i, -éi en la segunda: llambi 'lame', llambéi 'lamed' y en -i, -íi en la tercera: xubi 'sube', xubíi 'subid'.

### Tablas comparativas
|             | Mozárabe      | Galaicoportugués        | Asturleonés            | Castellano     | Navarroaragonés | Catalán             |
| ----------- | ------------- | ----------------------- | ---------------------- | -------------- | --------------- | ------------------- |
| Consonantes |               |                         |                        |                |                 |                     |
| F-          | f             | f                       | f h ~ ɸ (dialectal)    | h ~ ɸ > Ø f    | f               | f                   |
| PL- CL-     | pl kl         | tʃ                      | tʃ / ʃ                 | ʎ              | pʎ / pl kʎ / kl | pl kl               |
| FL-         | fl            | tʃ                      | tʃ / ʃ                 | ʎ / fl         | fʎ / fl         | fl                  |
| L-          | j / ʎ         | l                       | ʎ                      | l              | ʎ / l           | ʎ                   |
| N-          | n             | n                       | n / ɲ                  | n              | n               | n                   |
| -L-         | l             | Ø                       | l                      | l              | l               | l                   |
| -N-         | n             | Ø                       | n                      | n              | n               | n                   |
| -LL-        | ʎ             | l                       | ʝ / ʎ                  | ʎ              | ʎ               | ʎ                   |
| -NN-        | ɲ             | n                       | ɲ                      | ɲ              | ɲ               | ɲ                   |
| -LY-        | ʎj            | ʎ                       | ʝ / ʎ                  | ʒ > x          | ʎ               | ʎ                   |
| -NY-        | ɲ             | ɲ                       | ɲ                      | ɲ              | ɲ               | ɲ                   |
| Ce,i-       | tʃ / dʒ       | ts > s (θ~s en gallego) | ts > θ                 | ts > s > s ~ θ | ts > θ          | ts > s              |
| -Ce,i-      | tʃ / dʒ       | ts > s (θ en gallego)   | ts > θ                 | ts > s > s ~ θ | ts > θ          | ts > s ð > Ø (coda) |
| Ge,i-       | j / ʒ         | ʒ (ʃ en gallego)        | ʃ (ʒ en mirandés)      | Ø / ʝ/x        | ʒ > tʃ          | ʒ                   |
| -SCe,i-     | ʃ             | ʃ                       | ʃ                      | ʃ > x          | ʃ               | ʃ                   |
| -CS-        | ʃ             | ʃ                       | ʃ                      | ʃ > x          | ʃ               | ʃ                   |
| -CT-        | ht            | jt                      | jt tʃ ~ ts (dialectal) | tʃ             | jt              | jt                  |
| -(U)LT-     | jt            | jt                      | jt (n)tʃ (dialectal)   | tʃ             | jt              | lt                  |
| -P- -T- -C- | p t k / b d g | b d g                   | b d g                  | b d g          | p t k / b d g   | b d g p t k (coda)  |
| -MB-        | mb            | mb                      | mb                     | m              | m               | m                   |
| -ND-        | nd            | nd                      | nd                     | nd             | n               | n                   |
| -M'N-       | mn            | m                       | mn / m                 | mbr            | mbn / mbr       | m / mbr             |
| Vocales     |               |                         |                        |                |                 |                     |
| AL + Cons.  | aw            | ow                      | ow                     | o / al         | o / al          | əl / al             |
| AW          | aw            | ow                      | ow                     | o              | o               | ɔ                   |
| AY          | aj / ej       | ej                      | ej                     | e              | e               | e                   |
| ɛ´+ Y       | jé            | é                       | jé                     | é              | já / jé         | í                   |
| ɔ´+ Y       | wé            | ó                       | wó / wé/ wá            | ó              | wá/wé           | ú/í                 |
| ɛ´          | jé / é        | ɛ´                      | jé                     | jé             | já / jé         | é                   |
| ɔ´          | wé / ó        | ɔ´                      | wó / wé/ wá            | wé             | wá / wé         | ɔ´                  |
| é           | é             | é                       | é                      | é              | é               | ɛ´ / é / ə´         |
| ó           | ó             | ó                       | ó                      | ó              | ó               | ó                   |
| -O#         | o / e / Ø     | o / u                   | o / u                  | o              | o / Ø           | Ø                   |
| -E#         | e / o / Ø     | e / i / Ø               | e / i / Ø              | e / Ø          | e / i / Ø       | Ø                   |
| -AS#        | as / es       | ɐʃ (ɐs en gallego)      | as/ es                 | as             | as              | əs / es             |

|         | Galaicoportugués | Asturleonés   | Castellano   | Navarroaragonés                           | Catalán          |
| ------- | ---------------- | ------------- | ------------ | ----------------------------------------- | ---------------- |
| ɔ       | (ni / n) nh      | (ni / n) nn   | (ni / n) nn  | (ni / n) gn / ng nig / ing inn / ynn / ny | (ni / n) yn / ny |
| ɔ       | (li / l) lh      | (li / l) ll/y | (li / l) ll  | (li / l) gl / lg / lig yl / il / yll      | (li / l) l / ll  |
| ɔj      | li lh            | li ll / y     | li i / j / g | li gl / lg / lig yl / il / yll            | li il / yl       |
| ɔ -ɔ -ɔ | g / i / j        | g / i / j     | gg g / j / i | jh / i / g                                | g / i / j        |
| ʃ       | x                | x             | x / ss       | sc / isc / ss sç / yss / is               | ss / iss         |
| ɔ       | x / ix / g       | g / x / ch    | gg ch''      | sc / çc g / i                             | tx               |

| Latín                           | Gallego  | 'Portugués | Eonaviego        | Asturleonés            | Castellano |
| ------------------------------- | -------- | ---------- | ---------------- | ---------------------- | ---------- |
| Diptongación de Ŏ y Ĕ           |          |            |                  |                        |            |
| PŎRTA(M)                        | porta    | porta      | pòrta            | puerta                 | puerta     |
| ŎCULU(M)                        | ollo     | olho       | òyo              | güeyu güechu           | ojo        |
| TĔMPU(M)                        | tempo    | tempo      | tèmpo            | tiempu                 | tiempo     |
| TĔRRA(M)                        | terra    | terra      | tèrra            | tierra                 | tierra     |
| F- (posición inicial)           |          |            |                  |                        |            |
| FACĔRE                          | facer    | facer      | fer, facer       | facer facere           | hacer      |
| FĔRRU(M)                        | ferro    | ferro      | fèrro            | fierru                 | hierro     |
| L- (posición inicial)           |          |            |                  |                        |            |
| LĀRE(M)                         | lar      | lar        | lar/llar         | llar ḷḷar              | lar        |
| LŬPU(M)                         | lobo     | lobo       | lobo/llobo       | llobu ḷḷobu            | lobo       |
| N- (posición inicial)           |          |            |                  |                        |            |
| NATIVITĀTE(M)                   | nadal    | natal      | navidad          | ñavidá                 | Navidad    |
| Palatalización de PL-, CL-, FL- |          |            |                  |                        |            |
| PLĀNU(M)                        | chan     | chão       | chao             | chanu llanu            | llano      |
| CLĀVE(M)                        | chave    | chave      | chave            | chave llave            | llave      |
| FLĂMMA(M)                       | chama    | chama      | lapa/llapa       | chama llama            | llama      |
| Diptongos decrecientes          |          |            |                  |                        |            |
| CAUSA(M)                        | cousa    | cousa      | cousa            | cousa cosa             | cosa       |
| FERRARĬU(M)                     | ferreiro | ferreiro   | ferreiro         | ferreiru ferreru       | herrero    |
| Palatalización de -CT- y -LT-   |          |            |                  |                        |            |
| FĂCTU(M)                        | feito    | feito      | feito            | feitu fechu            | hecho      |
| NŎCTE(M)                        | noite    | noite      | nòite            | nueite nueche          | noche      |
| MŬLTU(M)                        | moito    | muito      | muito            | mueitu muchu           | mucho      |
| AUSCULTĀRE                      | escoitar | escutar    | escuitar         | escueitare escueichare | escuchar   |
| Grupo -M'N-                     |          |            |                  |                        |            |
| HŎM(I)NE(M)                     | home     | homem      | hòme             | home                   | hombre     |
| FĂM(I)NE(M)                     | fame     | fome       | fame             | fame                   | hambre     |
| LŪM(I)NE(M)                     | lume     | lume       | lume/llume       | llume ḷḷume            | lumbre     |
| -L- intervocálica               |          |            |                  |                        |            |
| GĚLU(M)                         | xeo      | gelo       | xelo             | xelu                   | hielo      |
| FILICTU(M)                      | fieito   | feto       | feleto           | feleitu feleichu       | helecho    |
| -ll-                            |          |            |                  |                        |            |
| CASTĚLLU(M)                     | castelo  | castelo    | castelo/castello | castiellu castieḷḷu    | castillo   |
| -N- intervocálica               |          |            |                  |                        |            |
| RĀNA(M)                         | ra       | ra         | ra               | rana                   | rana       |
| Grupo -LY-                      |          |            |                  |                        |            |
| MULĬERE(M)                      | muller   | mulher     | muyer            | muyer mucher           | mujer      |
| Grupos -C'L-, -T'L-, -G'L-      |          |            |                  |                        |            |
| NOVACŬLA(M)                     | navalla  | navalha    | navaya           | ñavaya                 | navaja     |
| VETŬLU(M)                       | vello    | velho      | vèyo             | vieyu viechu           | viejo      |
| TEGŬLA(M)                       | tella    | telha      | teya             | teya                   | teja       |

|                        | Mirandés (Asturleonés Occidental)            | Senabrés (Asturleonés Occidental)           | Resto de dialectos (Asturleonés Occidental) | Asturleonés Central       |
| ---------------------- | -------------------------------------------- | ------------------------------------------- | ------------------------------------------- | ------------------------- |
| Elementos fonéticos    |                                              |                                             |                                             |                           |
| Diptongos (1)          | -uo-, -ie-                                   | -uo-, -ie-                                  | -uo-, -ie-                                  | -ue-, -ie-                |
| Diptongos (2)          | -ei-, -ou-                                   | -ei-, -ou-                                  | -ei-, -ou-                                  | -ei-, -ou-                |
| -O, -U                 | -o                                           | -o                                          | -o                                          | -o; -u                    |
| -AS, -AN               | -as, -an                                     | -as, -an                                    | -as, -an                                    | -es, -en                  |
| E-, I-; O-, U-         | ei-; ou-                                     | e-, i-; o-, u-                              | e-, i-; o-, u-                              | e-, i-; o-, u-            |
| L-                     | lhado, lhobo                                 | llado, llobo                                | llau / ḷḷau, llobu / ḷḷobu                  | llau, llobu               |
| S-                     |                                              |                                             |                                             |                           |
| PL-, FL-, etc.         | chama, chober                                | chama, chovere                              | chama / ḷḷama, chover / ḷḷover              | llama, llover             |
| Sibilantes             | /s/, /z/, /ʂ/, /ʐ/, /ʃ/, /ʒ/                 | /s/, /θ/, /ʃ/ ([χ])                         | /s/, /θ/, /ʃ/                               | /s/, /θ/, /ʃ/             |
| -D-                    | cansado                                      | cansa(d)o                                   | cansáu                                      | cansáu                    |
| -LL-                   | cabalho                                      | caballo                                     | caballu / cabaḷḷu                           | caballu                   |
| -NN-                   | anho                                         | año                                         | añu / anu                                   | añu                       |
| -CL-, -LJ-             | abeilha                                      | abella                                      | abeya, abeýa, abecha                        | abeya                     |
| Elementos morfológicos |                                              |                                             |                                             |                           |
| Art. Def.              | l, la, ls, las                               | el, a, os, as                               | el, la, los, las                            | el, la, los, les          |
| Art. Indef.            | un, ũa, uns, ũas                             | un, uña, uños, uñas                         | un, una, unos, unas                         | un, una, unos, unas       |
| Posesivos átonos       | miu, mie; tou, tue; sou, sue; nuosso; buosso | mieu, mía; tou, túa; sou, súa; nuoso; vuoso | mieu, mía; tou, túa; sou, súa; nuoso; vuoso | mio, to, so, nuesu; vuesu |
| Demostrativos          | estes, esses, aqueilhes                      | estos, esos, aquellos                       | estos, esos, aquellos / aqueḷḷos            | estos, esos, aquellos     |
| Género neutro          | (–)                                          | (–)                                         | (–)                                         | (+)                       |
| Inf. conjugado         | (+)                                          | (–)                                         | (–)                                         | (–)                       |
| Fem. –AGE              | (+)                                          | (–)                                         | (–)                                         | (–)                       |

|          |           |           | Mirandés | Leonés    | Asturiano Occidental | Asturiano Central | Asturiano Oriental | Cántabro Occidental | Cántabro Oriental | Extremeño | GLOSA               |
| -------- | --------- | --------- | -------- | --------- | -------------------- | ----------------- | ------------------ | ------------------- | ----------------- | --------- | ------------------- |
| Singular | 1.ª pers. | 1.ª pers. | you      | you       | you                  | yo                | yo                 | yo                  | yo                | yo        | 'yo'                |
| Singular | 2.ª pers. | 2.ª pers. | tu       | tu        | tu                   | tu                | tu                 | tu                  | tu                | tu        | 'tú'                |
| Singular | 3.ª pers. | masc.     | el       | el        | él                   | élli              | élli               | él                  | él                | él        | 'él'                |
| Singular | 3.ª pers. | neu.      | –        | –         | –                    | ello              | ello               | ello                | ellu              | –         | 'ello' (incontable) |
| Singular | 3.ª pers. | fem.      | eilha    | eilla     | eiḷḷa                | ella              | ella               | ella                | ella              | ella      | 'ella'              |
| Plural   | 1.ª pers. | 1.ª pers. | nós      | nosoutros | nós                  | nós               | nós                | nos                 | musotrus          | muhotruh  | 'nosotros'          |
| Plural   | 2.ª pers. | 2.ª pers. | bós      | vosoutros | vós                  | vós               | vós                | vos                 | vusotrus          | vuhotruh  | 'vosotros'          |
| Plural   | 3.ª pers. | masc.     | eilhes   | eillos    | eiḷḷos               | ellos             | ellos              | ellos               | ellus             | elluh     | 'ellos'             |
| Plural   | 3.ª pers. | fem.      | eilhas   | eillas    | eiḷḷas               | elles             | elles/as           | ellas               | ellas             | ellah     | 'ellas'             |
|          |       | Mirandés | Leonés | Asturiano Occidental | Asturiano Central | Asturiano Oriental | Cántabro Occidental | Cántabro Oriental | Extremeño | GLOSA    |
| -------- | ----- | -------- | ------ | -------------------- | ----------------- | ------------------ | ------------------- | ----------------- | --------- | -------- |
| Singular | masc. | buonu    | buenu  | buenu                | bonu              | buenu              | güenu               | güinu             | güenu     | 'bueno'  |
| Singular | neu.  | buono    | bueno  | bueno                | bono              | buenu              | güeno               | güenu             | güenu     | 'bueno'  |
| Singular | fem.  | buona    | buena  | buena                | bona              | buena              | güena               | güena             | güena     | 'buena'  |
| Plural   | masc. | buonos   | buenos | buenos               | bonos             | buenos             | güenos              | güenus            | güenus    | 'buenos' |
| Plural   | fem.  | buonas   | buenas | buenas               | bones             | buenes/as          | güenas              | güenas            | güenas    | 'buenas' |
|                         | Localización               | Bloque lingüístico     | Texto |
| ----------------------- | -------------------------- | ---------------------- | --- |
| Dialectos asturleoneses |                            |                        | |
| Habla de Carreño        | Asturias                   | Asturleonés Central    | Tolos homes nacen llibres y pareyos en dignidá y drechos, y aviaos que tán de razón y conciencia, han portase hermanibles unos pa colos otros.                              |
| Habla de Somiedo        | Asturias                   | Asturleonés Occidental | Tolos homes nacen ḷḷibres ya pareyos en dignidá ya dreitos ya, ya aviaos que tán de razón ya conciencia, han portase hermanibles unos pa conos outros.                      |
| Paḷḷuezu                | León                       | Asturleonés Occidental | Tódolos seres humanos nacen ḷḷibres ya pareyos en dignidá ya dreitos ya, dotaos cumo tán de razón ya conciencia, han portase hermanibles los unos conos outros.             |
| Cabreirés               | León                       | Asturleonés Occidental | Tódolos homes ñacen llibres y pareyos en dignidá y dreitos y, dotaos cumo están de razón y concéncia, han portase hermanibles los unos pa coños outros.                     |
| Mirandés                | Trás-os-Montes (Portugal)  | Asturleonés Occidental | Todos ls seres houmanos nácen lhibres i eiguales an denidade i an dreitos. Custuituídos de rezon i de cuncéncia, dében portar-se uns culs outros an sprito de armandade.    |
| Extremeño               | Extremadura / Salamanca    | Asturleonés Oriental   | Tolos hombris nacin libris i egualis en digniá i derechus i, comu gastan razon i concéncia, ebin comportal-se comu hermanus los unus conos otrus.                           |
| Cántabro / Montañés     | Cantabria                  | Asturleonés Oriental   | Tolos seris humanos nacin libris y eguales en dignidá y drechos y, dotaos comu están de razón y conciencia, tién de comportase comu hermanos los unos conos otros.          |
| Otras lenguas romances  |                            |                        | |
| Portugués               | Portugal                   | Portugués              | Todos os seres humanos nascem livres e iguais em dignidade e em direitos. Dotados de razão e de consciência, devem agir uns para com os outros em espírito de fraternidade. |
| Gallego                 | Galicia                    | Gallego                | Todos os seres humanos nacen libres e iguais en dignidade e dereitos e, dotados como están de razón e conciencia, débense comportar fraternalmente uns cos outros.          |
| Español o castellano    | España                     | Español o castellano   | Todos los seres humanos nacen libres e iguales en dignidad y derechos y, dotados como están de razón y conciencia, deben comportarse fraternalmente los unos con los otros. |
| Catalán/Valenciano      | Cataluña/Valencia/Baleares | Catalán/Valenciano     | Tots els éssers humans naixen lliures i iguals en dignitat i drets i, dotats com estan de raó i consciència, han de comportar-se fraternalment els uns amb els altres.      |